# Passer castanopterus
Passer castanopterus е вид птица от семейство Врабчови (Passeridae).

## Разпространение
Видът е разпространен в Джибути, Етиопия, Кения и Сомалия.